# Civilization VII
Sid Meier's Civilization VII is een computerspel ontwikkeld door Firaxis Games en uitgegeven door 2K Games. Het turn-based strategiespel is uitgekomen op 11 februari 2025 voor Linux, macOS, Switch, Switch 2, PlayStation 4, PlayStation 5, Xbox One, Xbox Series en Windows.

## Spel
Civilization is een strategiespel in het zogeheten 4X-genre, waarin de speler zich richt op ontdekken, uitbreiden, uitbuiten en uitroeien. In het spel overziet de speler de groei van de menselijke beschaving, het bouwen van dorpen en steden, het verzamelen van grondstoffen, en moet zich zien te verdedigen tegen bedreigingen van buitenlandse beschavingen die ook proberen te groeien.
De speler kan het spel winnen door te voldoen aan een reeks voorwaarden, variërend van vreedzame oplossingen tot volledig dominante overheersing van de spelwereld.

## Ontvangst
Het spel ontving vooral positieve recensies. Men prees het grafische gedeelte, de spelgeluiden, het vernieuwde diplomatieke systeem, en nieuwe keuzes die spelers kunnen maken. Kritiek werd gegeven op de gebruikersinterface, de oververeenvoudigde spelmechaniek, en opsplitsing van de drie tijdperken.
Het Nederlandse Power Unlimited gaf het spel een 7,8 en IGN Benelux beoordeelde Civilization met een 8.
Op de website Metacritic heeft het spel een verzamelde score van 80% voor Microsoft Windows.